# Samson Wertheimer

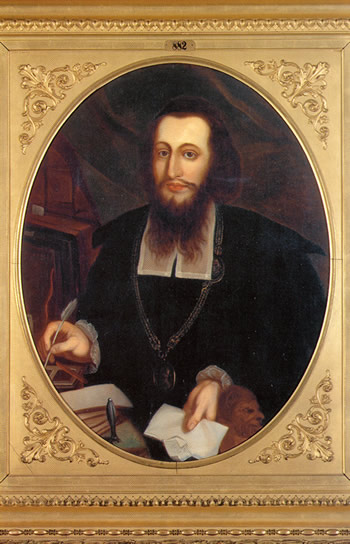
Samson Wertheimer

Samson Wertheimer, auch Samson Wertheimber, (geboren am 17. Januar 1658 in Worms; gestorben am 6. August 1724 in Wien) war kaiserlicher Hoffaktor, Oberrabbiner und Förderer des Judentums.

## Leben

### Wirken als Geschäftsmann
Wertheimers Familie stammte ursprünglich aus Worms. Er zog 1684 nach Wien, wo er durch Vermittlung von Samuel Oppenheimer (1630–1703), dem damaligen Wiener Hofjuden und „Fugger seiner Zeit“ zu den Finanzgeschäften am Wiener Hof zugelassen wurde. Gemeinsam mit Oppenheimer unterstützte er Kaiser Leopold I. während des Spanischen Erbfolgekrieges.
Nach dem Tode Oppenheimers wurde Wertheimer der alleinige Kreditgeber der österreichischen Regierung und zum kaiserlichen Hoffaktor ernannt. Nach Abschluss der Zweiten Wiener Türkenbelagerung 1683 begründete er in Wien eine der reichsten und angesehensten Familien des Heiligen Römischen Reiches. 
Nach der Zerstörung der Stadt Worms im Pfälzischen Erbfolgekrieg (1688–1697) durch Truppen König Ludwig XIV. gelang es Wertheimer, in Wien für die Stadt ein Schuldenmoratorium zu erwirken. Im Gegenzug dazu ließ er sich die dortige Roßmühle verkaufen, in der die Juden Frondienst leisten mussten und die für sie ein Symbol der Unterdrückung war. Wertheimer ließ sie einfach nicht mehr aufbauen.
1708 zog sich Samson Wertheimer vom Geldgeschäft zurück und übergab diese an seinen Sohn Wolf Wertheimer.
Nach dem Großbrand in der Frankfurter Judengasse vom 14. Januar 1711 wollte Samson Wertheimer für seinen Stiefsohn Isaac Nathan Oppenheimer ein vierstöckiges, massives, steinernes Haus in Frankfurt erbauen. Fünf Jahre lang verweigerte der Rat der Stadt die Baugenehmigung. Erst 1717 konnte, auf mehrfachem Druck des Kaisers, mit dem Bau begonnen werden. 1887 wurde es abgerissen. Zwischen 1718 und 1719 entstand das nach Samson Wertheimer benannte Haus Wertheimer im fränkischen Marktbreit. Samson ließ das Haus durch den Baumeister Joseph Greissing für seinen Bruder Emanuel errichten.

### Wirken als Rabbiner
Wertheimer verfügte über ein großes talmudisches Wissen und besaß den Titel eines ungarischen Landesrabbiners. Da aber seit 1670 eine jüdische Gemeinde in Wien nicht mehr zugelassen war (siehe Vertreibung der Wiener Juden 1670), übte er die rabbinischen Funktionen in Eisenstadt aus, das zu den sieben Gemeinden gehörte, in denen auf Einladung von Paul I. Fürst Esterházy jüdisches Leben willkommen war.
Zu den Schülern von Samson Wertheimer gehörte der Talmudist und Kabbalist Jonathan Eybeschütz.

### Nachkommen
- Simon Wolf Wertheimer

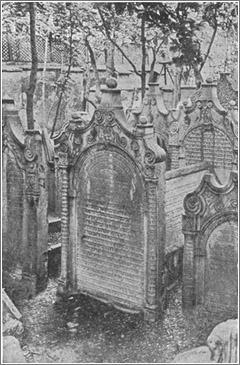
Grabstein Wertheimers im Jüdischen Friedhof Roßau

- Löb oder Löw Wertheimer, (gest. 12. Februar 1763), später Ehemann von Sara oder Serchen Lehmann (gest. 10. Dezember 1763), Tochter von Issachar Berend Lehmann[3][4]
- Serchen, später Schwiegertochter von Leffmann Behrens aus Halberstadt
- Tolze, später Ehefrau von David Oppenheimer († 1739 in Hannover)
- Chava Rivka Eskeles (Rabbinerfamilie)
- Channa Miriam, später Ehefrau des Bankiers Seligmann Kohn († 1741 in Altona)

### Bestattung
Wertheimer ist begraben im Jüdischen Friedhof Roßau in Wien. 

## Nachwirken
Eine Tochter Wertheimers lebte in Frankfurt am Main und war mit dem Bankier Moses Löb Isaak zur Kann aus der einflussreichen Frankfurter jüdischen Familie Kann verheiratet. 
Bis ins 19. Jahrhundert blieben die Wertheimers führend im Geldhandel. Die Bank E. & L. Wertheimer gehörte zu den wichtigsten Banken Frankfurts. Auch ist eine neugotische, großbürgerliche Villa Wertheimer in Frankfurter Zeppelinallee 69 bis heute erhalten.
Wertheimers ehemaliges Haus in Eisenstadt beherbergt heute das Österreichische Jüdische Museum.